# 始建镇
始建镇，是中华人民共和国四川省眉山市仁寿县下辖的一个乡镇级行政单位。

## 行政区划
始建镇下辖以下地区：
场镇社区、营山村、文武村、白山村、杨泗村、叶合村、古耳村、大河村、通江村、杏花村、柳树村、太山村、马胡村和高咀村。